# Dolichoderus curvilobus
Dolichoderus curvilobus é uma espécie de formiga do gênero Dolichoderus.